# Karlavagnen

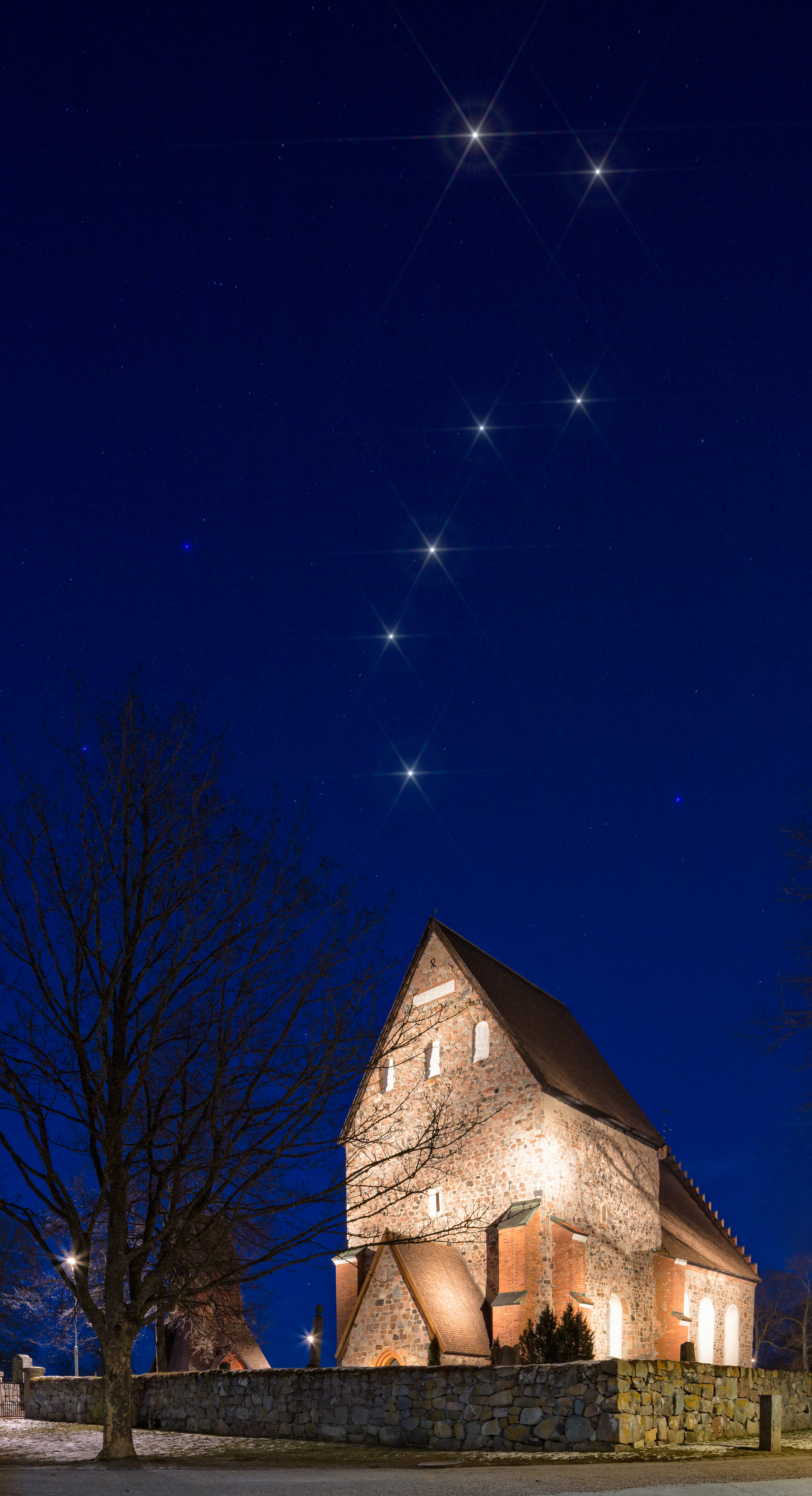
Karlavagnen över Gamla Uppsala kyrka.

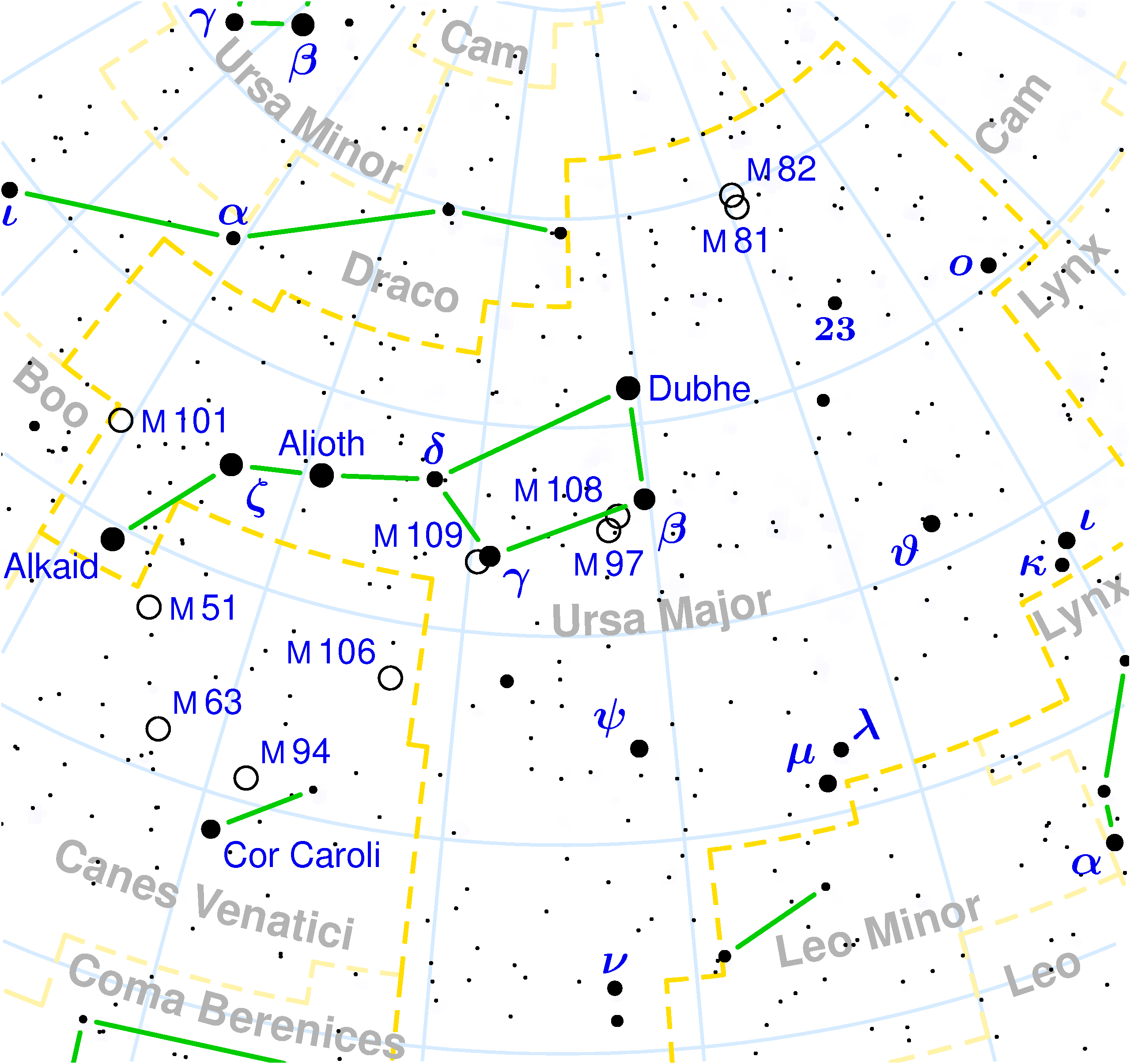
Karlavagnen i stjärnbilden Stora björn.

Karlavagnen är en asterism bestående av de sju ljusstarkaste stjärnorna i stjärnbilden Stora björnen. Den syns från Sverige alltid över horisonten på norra stjärnhimlen (cirkumpolär), och kan alltså ses varje stjärnklar natt. 
Karlavagnen består av stjärnorna α Dubhe, β Merak, γ Phecda, δ Megrez, ε Alioth, ζ Mizar och η Alkaid.

## Kulturhistoria
Asterismen Karlavagnen har på diverse olika språk betecknats som vagn, exempelvis det äldre engelska Charles' Wain, det tyska Großer Wagen och det rumänska Carul Mare ("stora vagnen"). De antika grekerna lär ha haft beteckningen Amaxa (från "vagn") på denna asterism. I det gamla Mesopotamien betecknades den som MAR.GID.DA (sumeriska för "Vagnen") på 1100-talet f.Kr., och möjligen tidigare. Karlavagnen kallades i Skandinavien under vikingatiden för "Odens vagn", och Jacob Grimm nämner att 1400-talskällor talar om "Woenswaghen".
Andra kulturer har i stället ansett Karlavagnen vara en soppslev, exempelvis amerikanernas Big Dipper och kinesiskans 北斗七星; (pinyin: běidǒu qīxīng), en plog, engelsmännens the Plough eller sju vise män, exempelvis den indiska Saptarshi. Karlavagnen ingår i stora riksvapnet och Alaskas flagga.
Namnet Karlavagnen kopplas etymologiskt till Karl den store.

### Webbkällor
- Karlavagnen från geocaching.com